# Dave Steckel
David Steckel (* 15. března 1982 West Bend, Wisconsin, USA) je bývalý americký hokejový útočník.

## Hráčská kariéra
Týmem Los Angeles Kings byl draftován v roce 2001 v prvním kole, 30. celkově. Celou jednu sezónu hrál za americký juniorský národní tým Spojených států před vstupem do Ohio State University. V týmu odehrál čtyři sezóny a později se připojil k týmu Manchester Monarchs (AHL). 25. srpna 2005 jako volný hráč podepsal smlouvu s týmem Washington Capitals na podkladě doporučení Bruce Boudreaua.
Za Capitals hrál často ve třetí řádě a byl klíčovým hráčem v oslabení. Ukázal se jako velmi efektivní hráč v playoff, a obvykle byl poslán na led v kritických momentech hry v playoff. Na konci sezóny si zlomil prst, ale vynechal velmi málo zápasů a zpátky se na led vrátil v průběhu playoff. Za dokončeni sezony se zraněním se trenér Capitals rozhodl, že bude mít Steckel větší úlohu v týmu v další sezoně (2008/09).
V sezoně 2008/09 byl opět jednou z hlavních tváří hokejistů Capitals. Během své pravidelné sezony vstřelil 8 branek a 11 asistencí celkem 19 bodů. V playoff ve 2. zápase proti Pittsburgh Penguins vstřelil svůj první vítězný gól v prodloužení. V sezóně 2010/11 se stal nejlepším hráčem na vhazování, úspěšnost při buly měl 60.2 procent. Ve Washingtonu odehrál 291 zápasů, ve kterých nasbíral 58 bodů a 113 trestných minut. 28. února 2011 byl vyměněn do týmu New Jersey Devils za Jasona Arnotta.
Za Devils pouze dohrál sezónu, ve které zaznamenal z 18 odehraných zápasů jednu branku. 4. října 2011 byl vyměněn do týmu Toronto Maple Leafs za 4. kolo draftu (touto volbou byl vybrán Ben Thomson).
Z Toronta byl 15. března 2013 vyměněn do Anaheimu výměnou za práva na Ryana Lasche a sedmou volbu v draftu 2014.

## Ocenění a úspěchy
- 2001 CCHA - All-Rookie Tým
- 2011 NHL - Nejlepší hráč na vhazování

## Prvenství
- Debut v NHL - 31. prosince 2005 (Washington Capitals proti Philadelphia Flyers)
- První gól v NHL - 24. října 2007 (Washington Capitals proti Tampa Bay Lightning, kanadskému brankáři Marc Denis)
- První asistence v NHL - 24. listopadu 2007 (Washington Capitals proti Carolina Hurricanes)

## Klubové statistiky
| Sezóna       | Klub                  | Soutěž       |     | Základní část | Základní část | Základní část | Základní část | Základní část |    | Play off | Play off | Play off | Play off | Play off |
| Sezóna       | Klub                  | Soutěž       | Z   | G             | A             | B             | TM            | Z             | G  | A        | B        | TM       |          |          |
| 1998–99      | U.S. Jr National Team | NAHL         | 51  | 3             | 14            | 17            | 18            | —             | —  | —        | —        | —        |          |          |
| 1998–99      | USNTDP Juniors        | USHL         | 2   | 0             | 0             | 0             | 2             | —             | —  | —        | —        | —        |          |          |
| 1999–00      | USNTDP Juniors        | USHL         | 52  | 13            | 13            | 26            | 94            | —             | —  | —        | —        | —        |          |          |
| 2000–01      | Ohio State University | NCAA         | 33  | 17            | 18            | 35            | 80            | —             | —  | —        | —        | —        |          |          |
| 2001–02      | Ohio State University | NCAA         | 36  | 6             | 16            | 22            | 75            | —             | —  | —        | —        | —        |          |          |
| 2002–03      | Ohio State University | NCAA         | 36  | 10            | 8             | 18            | 50            | —             | —  | —        | —        | —        |          |          |
| 2003–04      | Ohio State University | NCAA         | 41  | 17            | 13            | 30            | 44            | —             | —  | —        | —        | —        |          |          |
| 2004–05      | Reading Royals        | ECHL         | 9   | 3             | 6             | 9             | 2             | —             | —  | —        | —        | —        |          |          |
| 2004–05      | Manchester Monarchs   | AHL          | 63  | 10            | 7             | 17            | 26            | 6             | 1  | 1        | 2        | 4        |          |          |
| 2005–06      | Hershey Bears         | AHL          | 74  | 14            | 20            | 34            | 58            | 21            | 10 | 5        | 15       | 20       |          |          |
| 2005–06      | Washington Capitals   | NHL          | 7   | 0             | 0             | 0             | 0             | —             | —  | —        | —        | —        |          |          |
| 2006–07      | Hershey Bears         | AHL          | 71  | 30            | 31            | 61            | 46            | 19            | 6  | 9        | 15       | 16       |          |          |
| 2006–07      | Washington Capitals   | NHL          | 5   | 0             | 0             | 0             | 2             | —             | —  | —        | —        | —        |          |          |
| 2007–08      | Washington Capitals   | NHL          | 67  | 5             | 7             | 12            | 34            | 7             | 1  | 1        | 2        | 4        |          |          |
| 2008–09      | Washington Capitals   | NHL          | 76  | 8             | 11            | 19            | 34            | 14            | 3  | 2        | 5        | 4        |          |          |
| 2009–10      | Washington Capitals   | NHL          | 79  | 5             | 11            | 16            | 19            | 3             | 0  | 0        | 0        | 0        |          |          |
| 2010–11      | Washington Capitals   | NHL          | 57  | 5             | 6             | 11            | 24            | —             | —  | —        | —        | —        |          |          |
| 2010–11      | New Jersey Devils     | NHL          | 18  | 1             | 0             | 1             | 2             | —             | —  | —        | —        | —        |          |          |
| 2011–12      | Toronto Maple Leafs   | NHL          | 76  | 8             | 5             | 13            | 10            | —             | —  | —        | —        | —        |          |          |
| 2012–13      | Toronto Maple Leafs   | NHL          | 13  | 0             | 1             | 1             | 0             | —             | —  | —        | —        | —        |          |          |
| 2012–13      | Anaheim Ducks         | NHL          | 21  | 1             | 5             | 6             | 4             | 7             | 1  | 1        | 2        | 0        |          |          |
| 2013-14      | Iowa Wild             | AHL          | 4   | 1             | 1             | 2             | 4             | —             | —  | —        | —        | —        |          |          |
| 2013-14      | Anaheim Ducks         | NHL          | 6   | 0             | 0             | 0             | 0             | —             | —  | —        | —        | —        |          |          |
| 2013-14      | Norfolk Admirals      | AHL          | 61  | 9             | 16            | 25            | 38            | 10            | 1  | 3        | 4        | 4        |          |          |
| 2014-15      | Norfolk Admirals      | AHL          | 76  | 7             | 16            | 23            | 53            | —             | —  | —        | —        | —        |          |          |
| 2015-16      | Nürnberg Ice Tigers   | DEL          | 52  | 19            | 11            | 30            | 82            | 12            | 3  | 2        | 5        | 24       |          |          |
| 2016-17      | Nürnberg Ice Tigers   | DEL          | 51  | 14            | 20            | 34            | 38            | 13            | 1  | 7        | 8        | 18       |          |          |
| 2017-18      | Nürnberg Ice Tigers   | DEL          | 43  | 10            | 17            | 27            | 20            | 12            | 1  | 6        | 7        | 37       |          |          |
| Celkem v NHL | Celkem v NHL          | Celkem v NHL | 419 | 33            | 46            | 79            | 129           | 31            | 5  | 4        | 9        | 8        |          |          |

## Reprezentace
| Rok           | Tým           | Soutěž        | Z  | G | A | B | TM |
| ------------- | ------------- | ------------- | -- | - | - | - | -- |
| 2000          | USA 18        | MS-18         | 6  | 2 | 5 | 7 | 14 |
| 2001          | USA 20        | MSJ           | 7  | 0 | 1 | 1 | 6  |
| 2002          | USA 20        | MSJ           | 7  | 0 | 1 | 1 | 12 |
| Celkem na MSJ | Celkem na MSJ | Celkem na MSJ | 14 | 0 | 2 | 2 | 18 |